# Голова и корзина с фруктами
«Голова и корзина с фруктами» — картина Джузеппе Арчимбольдо (итал. Giuseppe Arcimboldo) из серии так называемых «перевёртышей», написанная им около 1590 года. Выполнена маслом на деревянной панели. Это произведение появилось на аукционе в Швеции в 1999 году. Вероятно, ранее картина находилась в коллекции Рудольфа II в Праге, но была похищена оттуда шведскими войсками в 1648 году во время Тридцатилетней войны. Хранится в музее French & Company в Нью-Йорке. Размеры картины — 56 × 42 см.

## История и описание
В 1562 году, в возрасте 36 лет, Арчимбольдо начал работу в должности придворного портретиста при дворе Габсбургов в Вене. Художник погрузился в общественную среду, которая изобиловала интеллектуалами. Он был окружён придворными врачами, ботаниками, астрологами и алхимиками. Это стало плодородной почвой для творческих экспериментов живописца. Известность к Арчимбольдо пришла благодаря его умению писать причудливые портреты людей, составленные из морских существ, млекопитающих или растений (циклы «Времена года» и «Четыре стихии»). К этому умению прибавилась и способность создавать «перевёртыши» («Повар», «Голова и корзина с фруктами», «Садовник») — натюрморты, которые в перевёрнутом положении воспринимаются как портреты.
«Голова и корзина с фруктами» написана Арчимбольдо с необычайным визуальным остроумием. Изначально работа кажется не более чем очень реалистичным фруктовым натюрмортом. На картине изображена плетёная корзина. В неё аккуратно сложены спелые яблоки, груши, гроздья винограда и прочие фрукты. На заднем плане всю композицию оттеняет большая светлая тарелка. Но стоит повернуть картину на 180 градусов, и зрителю откроется очень забавный портрет человека с пышной шевелюрой из винограда и с плетёной шляпой на голове. Его лицо полностью составлено из фруктов: щёки — два спелых красных яблока, нос — большая груша, гранат выступает в роли подбородка, губы — спелые вишни, один глаз создан из маслины, а другой — из каштана. Светлая тарелка стала воротником.
Картина создана специально, чтобы спровоцировать зрительную иллюзию, которая заставляет воспринимать корзину с фруктами как мужской портрет. Обычно человек быстро и без усилий идентифицирует лица. Формирование зрительного образа — это неотъемлемая часть деятельности человеческого мозга. Арчимбольдо часто пользовался этой своего рода психологической уловкой для создания антропоморфных натюрмортов.